# 贾斯廷·诺里斯
贾斯廷·诺里斯（英語：Justin Norris，1980年6月4日—），澳大利亚男子游泳运动员。他曾代表澳大利亚参加2000年和2004年夏季奥林匹克运动会游泳比赛，其中2000年奥运会获得一枚铜牌。